# Daniel Ellsberg
Daniel Ellsberg (7. dubna 1931, Chicago, Illinois, USA – 16. června 2023, Kensington, Kalifornie) byl americký aktivista a vojenský analytik americké armády.

## Život
Narodil se v Chicagu do židovské rodiny. Vystudoval Harvardovu a Cambridgeskou universitu. 
Ve 28 letech jej přijala korporace RAND Corporation. V roce 1961 postuloval Ellsbergův paradox (konstrukt v teorii rozhodování), v témže roce krátce navštívil také Jižní Vietnam. V dalších letech se stal expertem na nukleární strategii a jedním z předních plánovačů studené války. Působil i v soukromém sektoru. Dne 4. srpna 1964 začal pracovat v Pentagonu pod Robertem McNamarou. Jeho úkolem bylo shromažďovat a analyzovat data o vojenském působení americké armády v zahraničí (zejména ve válce ve Vietnamu) a poskytovat zprávy pro generalitu i prezidenta. 
V roce 1967 byl zařazen do tajného projektu Montauk, analyzujícího předchozí válečné konflikty, tehdejší strategická a taktická rozhodnutí i komunikaci vlády s občany v relaci k probíhající vietnamské válce.

Okolo roku 1968–1969 dospěl k rozhodnutí dostat tyto materiály (později známé jako The Pentagon Papers) před americkou veřejnost, což se mu během následujících dvou let s pomocí dalších lidí podařilo. V roce 1971 na něj dopadlo soudní stíhání podle „špionážního zákona“ (Espionage Act of 1917) s navrhovaným trestem 115 let a osobním zájmem prezidenta Richarda Nixona jej zničit. Kvůli procesním chybám a nezákonnému shromažďování důkazů byl v roce 1973 zproštěn viny a naopak Nixon za konspirace proti němu zaplatil v aféře Watergate. 
Po kariéře v Pentagonu se pro americkou společnost postupně stal archetypem whistleblowera, nepřestal v aktivismu proti pozdějším válečným konfliktům a napsal několik knih o své práci a svých postojích.

## Ocenění
V roce 2006 získal cenu Right Livelihood Award.